# Lim
A Lim folyó Albánia, Montenegró, Szerbia és Bosznia-Hercegovina területén, a Drina jobb oldali mellékfolyója.
A folyó a Maglić hegynél, Shkodrától 55 km-re északra, Montenegróban ered, és  Višegradtól 10 km-re délnyugatra ömlik a Drinába. Hossza 220 km, vízgyűjtő területe 3750 km². 
Jelentősebb városok a Lim mentén: Berane, Bijelo Polje, Prijepolje és Priboj. 
Mellékfolyója az Uvac. Több vízerőmű is üzemel a folyón.